# 송원영 (1928년)
송원영(宋元英, 1928년 11월 14일 ~ 1995년 7월 23일)은 대한민국의 언론인·정치인이다. 본관은 은진(恩津)이다. 제2공화국 국무총리 장면(張勉)의 측근이었다. 제3공화국 때에는 야당 정치인으로 활약했다.

## 생애

### 생애 초기
평안남도 용강군에서 태어났으며 1952년 고려대학교 철학과를 졸업하였다. 고려대학교 재학 시절부터 학생운동을 지도하였다 한다.
정치인 윤금중과 결혼하였으며 1954년 경향신문 기자가 되었다. 이후 경향신문사 정치부장 등을 지냈다. 경향신문의 기자와 정치부장으로 재직하며 자유당 정권의 폭정을 신랄하게 비판하여 명망을 얻기도 했다.

### 정치 경력

#### 초기 정치 활동
1960년 제2공화국 출범과 동시에 국무총리 장면의 공보비서관이 되었고, 1961년 5.16 군사정변으로 국무총리 비서관을 사퇴하였다. 1963년 민주당 대변인이 되었다가 그해 민주당 탈당, 국민의당에 입당하여 대변인이 되었다. 국민의당 소속으로 출마하였으나 민관식(閔寬植)에게 패하여 낙선하였다.

#### 야당 정치인 활동
이후 신민당(新民黨) 동대문갑구지구당 위원장, 신민당 중앙정책의원 등을 거쳐 1967년 제7대 국회의원(동대문갑, 신민당), 1968년 신민당 대변인, 이후 신민당 기획위원을 지냈다.
1971년 7월 제8대 국회의원에 당선되고 1973년 제9대 국회의원(동대문, 신민당) 선거에 출마하여 재선되었다. IPU 한국대표에 파견되었고 이후 APU 한국대표, 제27차UN총회 한국대표 등으로 파견되어 활약하였으며, 신민당 정무위원, 신민당 원내총무 등을 지냈다.
1974년 신민당 서울특별시지구당 위원장, 1976년 신민당 원내총무, 1979년 제10대 국회의원(동대문, 신민당)을 지냈다.
1980년 10월 27일 국회의원직을 사퇴하였고, 1985년 제12대 국회의원(동대문, 신민당), 1985년 신민당 전당대회의장 등을 지냈다.

### 기타
1980년대 후반 이후 박정희가 재조명되자 그는 자신의 회고록에서 "(5.16 군사정변 세력은) 민주당 정부의 밥상에 숟가락을 들고 가로채 앉은 세력"이라며 비판하였다.

## 저서
- 내일을 위한 대화
- 제2공화국:송원영의 정치 체험

## 같이 보기
- 경향신문
- 민주당
- 장면
- 윤금중
- 선우종원
- 박순천
- 윤보선
- 이한림
- 정일형
- 최경록
- 현석호

## 역대 선거 결과
|  | 23.87% |

|  | 56.39% |

|  | 56.21% |

|  | 28.15% |

|  | 50.91% |

|  | 48.85% |

|  | 20.37% |